# Moshi Moshi Records
Moshi Moshi Records es un pequeño sello disquero independiente localizado en Londres, Inglaterra. Su catálogo incluye obras de bandas como The Rakes, Bloc Party, Hot Chip, Hot Club De Paris, Kate Nash, Junkboy, Architecture in Helsinki, Tilly and the Wall, Slow Club, Yeti, y Au Revoir Simone. El nombre de la empresa deriva del saludo telefónico japonés "moshi moshi", que se traduce como hola.
La disquera celebró su décimo aniversario en octubre de 2008 con una gran fiesta en el O2 Arena, donde se presentaron las bandas Hot Chip, Kate Nash, Florence And The Machine, Slow Club, Tilly And The Wall, The Mae Shi, The Wave Pictures y James Yuill, entre otros.

## En Vivo
Moshi Moshi mensualmente desarrolla un evento en vivi en el Hoxton Bar & Kitchen en Londres. Algunas de los grupos que ya han tocado en el recinto incluyen The Young Knives, Casiokids, James Yuill, Sky Larkin entre otros. En julio de 2009 el evento comenzó a funcionar en una nueva ubicación; The Garage en Londres.

## Artistas
| - Alterkicks - Architecture in Helsinki - Au Revoir Simone - Best Fwends - Bloc Party - Blue Foundation - Breakbot - Casiokids - Dananananaykroyd - Dels - Diskjokke - Dntel - The Drums - Elle S'appelle - Fanfarlo - Fans of Kate - Florence and the Machine - Foreign Born - Friendly Fires - The Grates - Hot Chip - Hot Club de Paris - Ingo Star Cruiser - J Xaverre - James Yuill - JD - Junk Boy | - Kate Nash - Late of the Pier - Lo-Fi-Fnk - Lykke Li - The Mae Shi - Mates of State - Matt and Kim - Matt Harding - Metronomy - New Rhodes - Pacific! - Pedro v Kathryn Williams - The Rakes - Rat:att:agg - Roland Shanks - Slow Club - Still Flyin' - Sukpatch - Summer Camp - Team Water Polo - thecocknbullkid - The Very Best - Tilly and the Wall - Unsound - The Wave Pictures - Yeti - Zan Lyons |